# 古楼街道 (聊城市)
古楼街道，是中华人民共和国山東省聊城市东昌府区下辖的一个乡镇级行政单位。

## 行政区划
古楼街道下辖以下地区：
古城社区、湖南社区、文轩社区、铁塔社区、王口社区、向阳社区、湖北社区、站前社区、香江社区和凤凰苑社区。